# Tyler Wright
Tyler Wright (* 6. April 1973 in Canora, Saskatchewan) ist ein ehemaliger kanadischer Eishockeyspieler und derzeitiger -scout, der im Verlauf seiner aktiven Karriere zwischen 1989 und 2007 unter anderem 643 Spiele für die Edmonton Oilers, Pittsburgh Penguins, Columbus Blue Jackets und Mighty Ducks of Anaheim in der National Hockey League auf der Position des Centers bestritten hat.

## Karriere
Wright begann seine Karriere bei den Swift Current Legionnaires in der Saskatchewan Midget Hockey League (SMHL). Auf die Saison 1989/90 wechselte der 1,81 m große Stürmer in die Western Hockey League zu den Swift Current Broncos. Wright wurde im NHL Entry Draft 1991 in der ersten Runde als zwölfter Spieler von den Edmonton Oilers gedraftet.
Wright spielte in den folgenden Jahren aber hauptsächlich für das Farmteam der Oilers, die Cape Breton Oilers in der American Hockey League. 1996 wurde er zu den Pittsburgh Penguins transferiert, wo er in der Saison 1997/98 erstmals eine volle NHL-Saison spielte. Im Jahr 2000 wurde Wright im Expansion Draft von den Columbus Blue Jackets gewählt. Dort blieb er mit Ausnahme der Lockout-Saison 2004/05, welche er zum Teil in der Schweizer NLB beim EHC Biel verbrachte, bis zur Saison 2005/06. Während dieser Saison wurde er zusammen mit anderen Spielern in einem Deal zu den Mighty Ducks of Anaheim transferiert, im Gegenzug erhielten die Blue Jackets Sergei Fjodorow. Nachdem er auf die Saison 2006/07 keinen neuen Vertrag erhalten hatte, spielte er diese hauptsächlich mit dem Team Canada und vier Spiele mit dem EHC Basel.
Nach seinem Karriereende im Anschluss an die Saison 2006/07 kehrte Wright als Trainer zu seinem Ex-Team Columbus Blue Jackets zurück, ehe er dort einen Posten im Scouting übernahm. Seit Sommer 2013 ist er als Dir. of Amateur Scouting bei den Detroit Red Wings tätig.

### International
Wright nahm 1992 und 1993 an den Junioren-Weltmeisterschaften für Kanada teil. 1993 war er Assistenzkapitän und gewann mit seinem Land die Goldmedaille. 2002 war er Mitglied des kanadischen Teams bei der Weltmeisterschaft in Schweden.

## Erfolge und Auszeichnungen
- 1993 Goldmedaille bei der Junioren-Weltmeisterschaft
- 1993 President’s-Cup-Gewinn mit den Swift Current Broncos

## Karrierestatistik

### International
Vertrat Kanada bei:
- Junioren-Weltmeisterschaft 1992
- Junioren-Weltmeisterschaft 1993
- Weltmeisterschaft 2002

(Legende zur Spielerstatistik: Sp oder GP = absolvierte Spiele; T oder G = erzielte Tore; V oder A = erzielte Assists; Pkt oder Pts = erzielte Scorerpunkte; SM oder PIM = erhaltene Strafminuten; +/− = Plus/Minus-Bilanz; PP = erzielte Überzahltore; SH = erzielte Unterzahltore; GW = erzielte Siegtore; 1 Play-downs/Relegation; Kursiv: Statistik nicht vollständig)